# Томаш Оравець
Томаш Оравець (словац. Tomáš Oravec, нар. 3 липня 1980, Кошиці) — словацький футболіст, що грав на позиції нападника за низку словацьких і іноземних команд. Виступав за національну збірну Словаччини.

## Клубна кар'єра
Народився 3 липня 1980 року в Кошицях. Починав займатися футболом у місцевій команді «Споє», а згодом приєднався до системи клубу «Кошиці». У дорослому футболі дебютував 1998 року виступами за головну команду цього клубу, в якій провів два сезони, взявши участь у 31 матчі чемпіонату.
Згодом відіграв два сезони за «Ружомберок», де молодий гравець вже був ключовим нападником і одним з головних бомбардирів команди, маючи середню результативність на рівні 0,51 гола за гру першості.
2002 перебрався до першості Чехії, ставши гравцем «Вікторії» (Жижков). За два роки продовжив кар'єру у складі австрійської «Адміра-Ваккер», після чого грав у Греції за «Паніоніос» та в Португалії за «Боавішту».
Не зумівши закріпитися в основному складі останньої, 2006 року повернувся на батьківщину, уклавши контракт зі столичною «Артмедією». У першому ж сезоні після повернення відзначився 16-ма голами в іграх чемпіонату, ставши найкращим бомбардиром словацької першості. Наступного сезону 2007/08 його особистий гольовий доробок був скромнішим, однак допоміг команді, що на той час змінила назву на «Артмедія» (Петржалка), зробити «золотий дубль», вигравши чемпіонат Словаччини та Кубок країни.
2009 року уклав контракт із «Жиліною», у складі якого провів наступні два роки своєї кар'єри гравця. Більшість часу, проведеного у складі «Жиліни», був основним гравцем атакувальної ланки команди. В новому клубі був серед найкращих голеодорів, відзначаючись забитим голом в середньому щонайменше у кожній другій грі чемпіонату.
Згодом протягом 2011—2013 років захищав кольори китайського «Шеньсі Чаньба», словацького «Спартака» (Трнава) та кіпрського «Еносіса».
2014 року досвідчений нападник приєднався до австрійського нижчолігового «Мархтренка», за команду якого грав до остаточного завершення кар'єри у 2019 році.

## Виступи за збірні
Грав за юнацьку збірну Словаччини (U-18) та молодіжну команду країни.
2000 року у складі Олімпійської збірної Словаччини був учасником футбольного турніру на тогорічній Олімпіаді
2001 року дебютував в офіційних матчах у складі національної збірної Словаччини. Відтоді епізодично отримував виклики до головної збірної країни, взявши протягом наступного десятиріччя участь лише у 9 матчах за неї, в яких відзначився трьома голами.

## Титули і досягнення

### Командні
- Чемпіон Словаччини (1):

«Артмедія» (Петржалка): 2007-2008
- Володар Кубка Словаччини (1):

«Артмедія» (Петржалка): 2007-2008
- Володар Суперкубка Словаччини (1):

«Жиліна»: 2010

### Особисті
- Найкращий бомбардир чемпіонату Словаччини (1):

2006-2007 (16 голів)